# Groupe A de la Coupe d'Afrique des nations de football 2017
 (novembre 2022).
Navigation
- A
- B
- C
- D

- Quarts
- Demies
- Finale

Le groupe A de la CAN 2017, qui se dispute au Gabon du 14 janvier au 5 février 2017, comprend quatre équipes dont les deux premières se qualifient pour les quarts de finale de la compétition.
Le tirage au sort est effectué le 19 octobre 2016 à Libreville.
Le groupe A est constitué du pays organisateur, le Gabon, du Burkina Faso, des lions indomptables du Cameroun et de la Guinée-Bissau.

## Description du groupe
Le Gabon et le Cameroun sont les favoris de ce groupe A. Qualifié d'office en tant que pays hôte, le Gabon fait partie des favoris pour le titre final. Le Cameroun s'est qualifié en ayant terminé premier de son groupe en éliminatoires, loin devant la Mauritanie, et vise logiquement une qualification pour le tour suivant. Le Burkina Faso fait office d'outsider, lui qui a obtenu sa qualification dans les derniers instants lors du dernier match. Le Burkina Faso a les possibilités de créer la surprise dans ce groupe. La Guinée-Bissau participe pour la première fois à la CAN après avoir réalisé de très bonnes qualifications en terminant première de son groupe devant le Congo. Le premier match de ce groupe sera aussi le match d'ouverture de la compétition et opposera le Gabon et la Guinée-Bissau.

## Classement
| Rang | Équipe        | Pts | J | G | N | P | Bp | Bc | Diff |
| ---- | ------------- | --- | - | - | - | - | -- | -- | ---- |
| 1    | Burkina Faso  | 5   | 3 | 1 | 2 | 0 | 4  | 2  | +2   |
| 2    | Cameroun      | 5   | 3 | 1 | 2 | 0 | 3  | 2  | +1   |
| 3    | Gabon         | 3   | 3 | 0 | 3 | 0 | 2  | 2  | 0    |
| 4    | Guinée-Bissau | 1   | 3 | 0 | 1 | 2 | 2  | 5  | -3   |

     Équipes directement qualifiées ; Pts : points ; J : matchs joués ; G : matchs gagnés ; N : matchs nuls ; P : matchs perdus ;

Bp : buts pour ; Bc : buts contre ; Diff : différence de buts.

## 1rejournée

### Gabon - Guinée-Bissau
| Match 1 (match d'ouverture)                            | Gabon          | 1 - 1   | Guinée-Bissau   | Stade de l'Amitié, Libreville |                          |
| 14 janvier 2017 · 17 h WAT · Historique des rencontres | Aubameyang 53e | (0 - 0) | 90+1e J. Soares | Arbitrage : Gehad Grisha      | Arbitrage : Gehad Grisha |
| 14 janvier 2017 · 17 h WAT · Historique des rencontres | Rapport        |         |                 | Arbitrage : Gehad Grisha      | Arbitrage : Gehad Grisha |

| Gabon | Guinée-Bissau |

| Gabon :              |    |                           |  |     |     |
|                      |    |                           |  |     |     |
| Gardien de but       | 1  | Didier Ovono              |  |     |     |
|                      | 2  | Aaron Appindangoyé        |  |     |     |
|                      | 4  | Merlin Tandjigora         |  |     | 84e |
|                      | 5  | Bruno Ecuele Manga        |  |     |     |
|                      | 6  | Johann Obiang             |  | 66e |     |
|                      | 7  | Malick Evouna             |  |     | 89e |
|                      | 8  | Lloyd Palun               |  |     |     |
|                      | 9  | Pierre-Emerick Aubameyang |  |     |     |
|                      | 10 | Mario Lemina              |  |     | 74e |
|                      | 20 | Denis Bouanga             |  |     |     |
|                      | 22 | Didier Ibrahim Ndong      |  |     |     |
| Remplaçants :        |    |                           |  |     |     |
|                      | 12 | Guélor Kanga              |  |     | 74e |
|                      | 17 | André Biyogo Poko         |  |     | 84e |
|                      | 14 | Serge Kevyn Angoué        |  |     | 89e |
| Sélectionneur :      |    |                           |  |     |     |
| José Antonio Camacho |    |                           |  |     |     |

| Guinée-Bissau : |    |                  |  |     |     |
|                 |    |                  |  |     |     |
| Gardien de but  | 1  | Jonas Mendes     |  |     |     |
|                 | 4  | Tomás Dabó       |  |     |     |
|                 | 5  | Rudinilson Silva |  |     |     |
|                 | 7  | Zezinho          |  |     |     |
|                 | 8  | Francisco Santos |  |     | 74e |
|                 | 9  | Abel Camará      |  |     | 66e |
|                 | 11 | Nanissio Soares  |  |     |     |
|                 | 14 | Juary Soares     |  |     |     |
|                 | 15 | Toni Silva       |  |     |     |
|                 | 16 | Agostinho Soares |  | 76e |     |
|                 | 19 | João Mário       |  |     | 61e |
| Remplaçants :   |    |                  |  |     |     |
|                 | 18 | Piqueti          |  |     | 61e |
|                 | 13 | Frédéric Mendy   |  |     | 66e |
|                 | 21 | Aldair           |  |     | 74e |
| Sélectionneur : |    |                  |  |     |     |
| Baciro Candé    |    |                  |  |     |     |

| Assistants : Redouane Achik Waleed Ahmed Quatrième arbitre : Ali Lemghaifry Homme du match : Zezinho |

### Burkina Faso - Cameroun
| Match 2                                                | Burkina Faso | 1 - 1   | Cameroun      | Stade de l'Amitié, Libreville |                           |
| 14 janvier 2017 · 20 h WAT · Historique des rencontres | Dayo 75e     | (0 - 1) | 35e Moukandjo | Arbitrage : Janny Sikazwe     | Arbitrage : Janny Sikazwe |
| 14 janvier 2017 · 20 h WAT · Historique des rencontres | Rapport      |         |               | Arbitrage : Janny Sikazwe     | Arbitrage : Janny Sikazwe |

| Burkina Faso | Cameroun |

| Burkina Faso :  |    |                     |  |     |     |
|                 |    |                     |  |     |     |
| Gardien de but  | 16 | Hervé Koffi Kouakou |  |     |     |
|                 | 4  | Bakary Koné         |  |     |     |
|                 | 5  | Patrick Malo        |  |     |     |
|                 | 7  | Préjuce Nakoulma    |  |     |     |
|                 | 8  | Abdou Razack Traoré |  |     | 74e |
|                 | 10 | Alain Traoré        |  |     |     |
|                 | 11 | Jonathan Pitroipa   |  |     | 86e |
|                 | 14 | Issoufou Dayo       |  |     |     |
|                 | 18 | Charles Kaboré      |  |     |     |
|                 | 19 | Bertrand Traoré     |  |     | 61e |
|                 | 20 | Yacouba Coulibaly   |  |     |     |
| Remplaçants :   |    |                     |  |     |     |
|                 | 9  | Banou Diawara       |  | 86e | 61e |
|                 | 17 | Jonathan Zongo      |  |     | 74e |
|                 | 15 | Aristide Bancé      |  |     | 86e |
| Sélectionneur : |    |                     |  |     |     |
| Paulo Duarte    |    |                     |  |     |     |

| Cameroun :      |    |                        |  |     |     |
|                 |    |                        |  |     |     |
| Gardien de but  | 1  | Fabrice Ondoa          |  |     |     |
|                 | 2  | Ernest Mabouka         |  | 15e |     |
|                 | 4  | Adolphe Teikeu         |  |     |     |
|                 | 5  | Michael Ngadeu-Ngadjui |  | 89e |     |
|                 | 6  | Ambroise Oyongo        |  |     |     |
|                 | 7  | Clinton Njie           |  |     | 77e |
|                 | 8  | Benjamin Moukandjo     |  | 56e |     |
|                 | 9  | Jacques Zoua           |  |     |     |
|                 | 13 | Christian Bassogog     |  |     | 84e |
|                 | 14 | Georges Mandjeck       |  | 63e |     |
|                 | 15 | Sébastien Siani        |  |     |     |
| Remplaçants :   |    |                        |  |     |     |
|                 | 11 | Edgar Salli            |  |     | 77e |
|                 | 20 | Karl Toko-Ekambi       |  |     | 84e |
| Sélectionneur : |    |                        |  |     |     |
| Hugo Broos      |    |                        |  |     |     |

| Assistants : Jerson Dos Santos Marwa Range Quatrième arbitre : Rédouane Jiyed Homme du match : Alain Traoré |

## 2ejournée

### Gabon - Burkina Faso
| Match 9                                                | Gabon                 | 1 - 1   | Burkina Faso | Stade de l'Amitié, Libreville |                            |
| 18 janvier 2017 · 17 h WAT · Historique des rencontres | Aubameyang 38e (pen.) | (1 - 1) | 23e Nakoulma | Arbitrage : Bakary Gassama    | Arbitrage : Bakary Gassama |
| 18 janvier 2017 · 17 h WAT · Historique des rencontres | Rapport               |         |              | Arbitrage : Bakary Gassama    | Arbitrage : Bakary Gassama |

| Gabon | Burkina Faso |

| Gabon :              |    |                           |  |     |
|                      |    |                           |  |     |
| Gardien de but       | 1  | Didier Ovono              |  |     |
|                      | 2  | Aaron Appindangoyé        |  |     |
|                      | 4  | Merlin Tandjigora         |  | 66e |
|                      | 5  | Bruno Ecuele Manga        |  |     |
|                      | 6  | Johann Obiang             |  | 34e |
|                      | 7  | Malick Evouna             |  |     |
|                      | 8  | Lloyd Palun               |  |     |
|                      | 9  | Pierre-Emerick Aubameyang |  |     |
|                      | 17 | André Biyogo Poko         |  | 75e |
|                      | 20 | Denis Bouanga             |  |     |
|                      | 22 | Didier Ibrahim Ndong      |  |     |
| Remplaçants :        |    |                           |  |     |
|                      | 19 | Benjamin Zé Ondo          |  | 34e |
|                      | 18 | Serge-Junior Ngouali      |  | 66e |
|                      | 14 | Serge Kevyn Angoué        |  | 75e |
| Sélectionneur :      |    |                           |  |     |
| José Antonio Camacho |    |                           |  |     |

| Burkina Faso :  |    |                     |     |     |
|                 |    |                     |     |     |
| Gardien de but  | 16 | Hervé Koffi Kouakou | 37e |     |
|                 | 4  | Bakary Koné         |     |     |
|                 | 5  | Patrick Malo        |     |     |
|                 | 8  | Abdou Razack Traoré |     |     |
|                 | 9  | Banou Diawara       |     |     |
|                 | 10 | Alain Traoré        |     | 77e |
|                 | 11 | Jonathan Pitroipa   |     | 11e |
|                 | 14 | Issoufou Dayo       |     |     |
|                 | 17 | Jonathan Zongo      |     | 54e |
|                 | 18 | Charles Kaboré      |     |     |
|                 | 20 | Yacouba Coulibaly   |     |     |
| Remplaçants :   |    |                     |     |     |
|                 | 7  | Préjuce Nakoulma    |     | 11e |
|                 | 19 | Bertrand Traoré     |     | 54e |
|                 | 6  | Bakary Saré         |     | 77e |
| Sélectionneur : |    |                     |     |     |
| Paulo Duarte    |    |                     |     |     |

| Assistants : Jean-Claude Birumushahu Tahssen Abo El Sadat Bedyer Quatrième arbitre : Bamlak Tessema Weyesa Homme du match : Denis Bouanga |

### Cameroun - Guinée-Bissau
| Match 10                                               | Cameroun               | 2 - 1   | Guinée-Bissau | Stade de l'Amitié, Libreville |                              |
| 18 janvier 2017 · 20 h WAT · Historique des rencontres | Siani 61e · Ngadeu 79e | (0 - 1) | 13e Piqueti   | Arbitrage : Youssef Essrayri  | Arbitrage : Youssef Essrayri |
| 18 janvier 2017 · 20 h WAT · Historique des rencontres | Rapport                |         |               | Arbitrage : Youssef Essrayri  | Arbitrage : Youssef Essrayri |

| Cameroon | Guinée-Bissau |

| Cameroun :      |    |                        |     |     |
|                 |    |                        |     |     |
| Gardien de but  | 1  | Fabrice Ondoa          |     |     |
|                 | 4  | Adolphe Teikeu         |     |     |
|                 | 5  | Michael Ngadeu-Ngadjui |     |     |
|                 | 6  | Ambroise Oyongo        |     |     |
|                 | 7  | Clinton Njie           |     | 46e |
|                 | 8  | Benjamin Moukandjo     |     |     |
|                 | 10 | Vincent Aboubakar      |     | 65e |
|                 | 13 | Christian Bassogog     |     |     |
|                 | 14 | Georges Mandjeck       | 22e | 65e |
|                 | 15 | Sébastien Siani        |     |     |
|                 | 19 | Collins Fai            |     |     |
| Remplaçants :   |    |                        |     |     |
|                 | 20 | Karl Toko-Ekambi       |     | 46e |
|                 | 3  | Nicolas Nkoulou        |     | 65e |
|                 | 18 | Robert Ndip Tambe      |     | 65e |
| Sélectionneur : |    |                        |     |     |
| Hugo Broos      |    |                        |     |     |

| Guinée-Bissau : |    |                  |     |     |
|                 |    |                  |     |     |
| Gardien de but  | 1  | Jonas Mendes     |     |     |
|                 | 4  | Tomás Dabó       |     |     |
|                 | 5  | Rudinilson Silva |     |     |
|                 | 7  | Zezinho          |     |     |
|                 | 8  | Francisco Santos |     |     |
|                 | 11 | Nanissio Soares  |     |     |
|                 | 13 | Frédéric Mendy   |     | 81e |
|                 | 14 | Juary Soares     | 30e |     |
|                 | 15 | Toni Silva       |     | 68e |
|                 | 18 | Piqueti          |     | 50e |
|                 | 22 | Mamadu Candé     |     |     |
| Remplaçants :   |    |                  |     |     |
|                 | 20 | Idrissa Camará   |     | 50e |
|                 | 17 | Leocísio Sami    |     | 68e |
|                 | 9  | Abel Camará      |     | 81e |
| Sélectionneur : |    |                  |     |     |
| Baciro Candé    |    |                  |     |     |

| Assistants : Anouar Hmila Yahaya Mahamadou Quatrième arbitre : Denis Dembélé Homme du match : Christian Bassogog |

## 3ejournée

### Cameroun - Gabon
| Match 17                                               | Cameroun | 0 - 0   | Gabon | Stade de l'Amitié, Libreville |                            |
| 22 janvier 2017 · 20 h WAT · Historique des rencontres |          | (0 - 0) |       | Arbitrage : Daniel Bennett    | Arbitrage : Daniel Bennett |
| 22 janvier 2017 · 20 h WAT · Historique des rencontres | Rapport  |         |       | Arbitrage : Daniel Bennett    | Arbitrage : Daniel Bennett |

### Guinée-Bissau - Burkina Faso
| Match 18                                               | Guinée-Bissau | 0 - 2   | Burkina Faso                         | Stade de Franceville, Franceville |                                   |
| 22 janvier 2017 · 20 h WAT · Historique des rencontres |               | (0 - 1) | 12e (csc) Rudinilson · 58e B. Traoré | Arbitrage : Bamlak Tessema Weyesa | Arbitrage : Bamlak Tessema Weyesa |
| 22 janvier 2017 · 20 h WAT · Historique des rencontres | Rapport       |         |                                      | Arbitrage : Bamlak Tessema Weyesa | Arbitrage : Bamlak Tessema Weyesa |

## Homme du match
| Match | Résultats     | Résultats | Résultats     | Homme du match     |
| ----- | ------------- | --------- | ------------- | ------------------ |
| 1     | Gabon         | 1 - 1     | Guinée-Bissau | Zezinho            |
| 2     | Burkina Faso  | 1 - 1     | Cameroun      | Alain Traoré       |
| 9     | Gabon         | 1 - 1     | Burkina Faso  | Denis Bouanga      |
| 10    | Cameroun      | 2 - 1     | Guinée-Bissau | Christian Bassogog |
| 17    | Cameroun      | 0 - 0     | Gabon         | Denis Bouanga      |
| 18    | Guinée-Bissau | 0 - 2     | Burkina Faso  | Préjuce Nakoulma   |

## Buteurs et passeurs
| 2 buts - Pierre-Emerick Aubameyang 1 but - Issoufou Dayo - Préjuce Nakoulma - Bertrand Traoré - Benjamin Moukandjo - Michael Ngadeu-Ngadjui - Sébastien Siani - Juary Soares - Piqueti 1 but contre son camp - Rudinilson Silva (face au Burkina Faso) | 1 passe - Bakary Koné - Patrick Malo - Préjuce Nakoulma - Christian Bassogog - Benjamin Moukandjo - Denis Bouanga - Mamadu Candé - Zezinho |